# A-League 2021-22
La Hyundai A-League 2021-22 fue la décima séptima edición de la A-League, máxima categoría del fútbol profesional de Australia desde su creación en 2004. La temporada comenzó el 29 de octubre de 2021 y terminó el 28 de mayo de 2022.

## Sistema de competición
En la temporada regular participaron 12 equipos que jugaron todos contra todos en 26 jornadas. Al término de las 26 fechas de la fase regular el primer clasificado pasó a la Semifinales y clasificó a la Liga de Campeones de la AFC 2023-24, el segundo también fue a Semifinales pero se clasificó a la Copa AFC 2023-24 y del tercero al sexto clasificado avanzaron a la Primera ronda. En dicha instancia los cuatro equipos se enfrentaron por orden de posiciones a partido único, cuyos ganadores avanzaron a las Semifinales. En esa ronda, compuesta por cuatro equipos, se enfrentaron por orden de posiciones a partido único, los ganadores disputaron la Gran final, donde el ganador es campeón y se clasificó a la Copa AFC 2023-24.

## Temporada regular

### Clasificación
| Pos. | Equipo                   | Pts. | PJ | G  | E | P  | GF | GC | Dif. | Clasificación 2021-22                  |
| ---- | ------------------------ | ---- | -- | -- | - | -- | -- | -- | ---- | -------------------------------------- |
| 1    | Melbourne City           | 49   | 26 | 14 | 7 | 5  | 55 | 33 | +22  | Fase final y Liga de Campeones 2023-24 |
| 2    | Melbourne Victory        | 48   | 26 | 13 | 9 | 4  | 42 | 25 | +17  | Fase final y Copa AFC 2023-24          |
| 3    | Western United (C)       | 45   | 26 | 13 | 6 | 7  | 40 | 30 | +10  | Fase final                             |
| 4    | Adelaide United          | 43   | 26 | 12 | 7 | 7  | 38 | 31 | +7   | Fase final                             |
| 5    | Central Coast Mariners   | 42   | 26 | 12 | 6 | 8  | 49 | 35 | +14  | Fase final                             |
| 6    | Wellington Phoenix       | 39   | 26 | 12 | 3 | 11 | 34 | 49 | −15  | Fase final                             |
| 7    | Macarthur                | 33   | 26 | 9  | 6 | 11 | 38 | 47 | −9   |                                        |
| 8    | Sydney                   | 31   | 26 | 8  | 7 | 11 | 37 | 44 | −7   |                                        |
| 9    | Newcastle United Jets    | 29   | 26 | 8  | 5 | 13 | 45 | 43 | +2   |                                        |
| 10   | Western Sydney Wanderers | 27   | 26 | 6  | 9 | 11 | 30 | 38 | −8   |                                        |
| 11   | Brisbane Roar            | 26   | 26 | 7  | 5 | 14 | 29 | 39 | −10  |                                        |
| 12   | Perth Glory              | 18   | 26 | 4  | 6 | 16 | 20 | 43 | −23  |                                        |

 Fuente: A-League
Notas:
1. ↑  Wellington Phoenix como equipo neozelandés, pertenece a la Confederación de Fútbol de Oceanía por lo que no puede participar en la Liga de Campeones de la AFC, torneo organizado por la Confederación Asiática de Fútbol.

### Resultados

#### Jornada 1–22
| Local \ Visitante        | ADE | BRI | CCM | MAC | MCY | MVC | NEW | PER | SYD | WEL | WSW | WUN |
| ------------------------ | --- | --- | --- | --- | --- | --- | --- | --- | --- | --- | --- | --- |
| Adelaide United          |     | 2–0 | 2–1 | 1–0 | 2–2 | 1–2 | 2–1 | 2–0 | 1–2 | 4–0 | 1–2 | 2–1 |
| Brisbane Roar            | 0–0 |     | 0–2 | 3–1 | 1–2 | 1–1 | 2–0 | 1–0 | 3–1 | 2–1 | 3–0 | 2–3 |
| Central Coast Mariners   | 3–0 | 2–1 |     | 3–3 | 1–3 | 1–1 | 2–0 | 1–1 | 2–0 | 5–0 | 2–0 | 1–0 |
| Macarthur                | 4–1 | 2–1 | 1–0 |     | 0–1 | 1–4 | 2–1 | 4–2 | 0–3 | 1–1 | 3–1 | 2–2 |
| Melbourne City           | 1–2 | 2–1 | 3–2 | 3–1 |     | 2–2 | 3–0 | 1–0 | 4–0 | 2–1 | 3–3 | 0–1 |
| Melbourne Victory        | 1–1 | 3–0 | 1–0 | 3–1 | 3–0 |     | 1–2 | 0–3 | 2–2 | 3–1 | 1–1 | 3–1 |
| Newcastle United Jets    | 1–2 | 2–1 | 1–2 | 2–2 | 2–4 | 1–2 |     | 6–1 | 2–0 | 4–0 | 1–0 | 1–1 |
| Perth Glory              | 1–1 | 2–0 | 0–0 | 0–1 | 2–0 | 0–1 | 0–0 |     | 0–2 | 0–1 | 1–1 | 0–2 |
| Sydney                   | 2–3 | 1–1 | 3–2 | 0–1 | 1–2 | 1–4 | 2–2 | 1–2 |     | 2–1 | 3–2 | 1–1 |
| Wellington Phoenix       | 1–1 | 3–0 | 2–1 | 3–1 | 0–6 | 1–0 | 3–2 | 2–1 | 1–1 |     | 0–2 | 2–1 |
| Western Sydney Wanderers | 0–0 | 1–1 | 2–2 | 0–2 | 1–3 | 2–0 | 2–2 | 1–0 | 0–0 | 1–2 |     | 0–1 |
| Western United           | 1–0 | 1–0 | 2–2 | 2–0 | 1–0 | 0–1 | 2–1 | 1–0 | 1–0 | 1–4 | 3–2 |     |

#### Jornada 23–26
| Local \ Visitante        | ADE | BRI | CCM | MAC | MCY | MVC | NEW | PER | SYD | WEL | WSW | WUN |
| ------------------------ | --- | --- | --- | --- | --- | --- | --- | --- | --- | --- | --- | --- |
| Adelaide United          |     |     |     |     | 2–2 | 0–1 |     |     |     |     |     |     |
| Brisbane Roar            | 1–3 |     |     |     |     |     |     |     |     | 0–3 |     |     |
| Central Coast Mariners   |     |     |     | 4–2 |     |     |     |     | 0–5 |     |     |     |
| Macarthur                |     |     |     |     |     |     | 0–3 |     |     |     | 1–1 |     |
| Melbourne City           |     |     |     |     |     | 1–1 |     | 2–2 |     |     |     |     |
| Melbourne Victory        |     | 0–0 |     |     |     |     |     |     |     |     |     | 1–1 |
| Newcastle United Jets    |     |     | 2–4 |     |     |     |     |     |     | 4–0 |     |     |
| Perth Glory              | 1–2 | 1–4 |     |     |     |     |     |     |     |     |     |     |
| Sydney                   |     |     |     | 2–2 |     |     |     |     |     |     |     | 3–0 |
| Wellington Phoenix       |     |     | 0–4 |     |     |     |     |     |     |     | 1–0 |     |
| Western Sydney Wanderers |     |     |     |     |     |     | 3–2 |     | 2–0 |     |     |     |
| Western United           |     |     |     |     | 2–2 |     |     | 6–0 |     |     |     |     |

## Fase final
La Fase final constó de seis equipos que se colocaron por ubicación, según se determinó al final de la Temporada regular. La fase duró cuatro semanas. En la primera semana de partidos, los equipos clasificados del tercero al sexto jugaron a partido único de eliminación directa, y los dos ganadores de esos partidos se unieron a los equipos clasificados primero y segundo en enfrentamientos a dos partidos (ida y vuelta) que se jugaron durante dos semanas. Los dos ganadores de esos partidos se enfrentaron en la Gran final. Esta temporada fue la primera en este formato.

### Cuadro de desarrollo

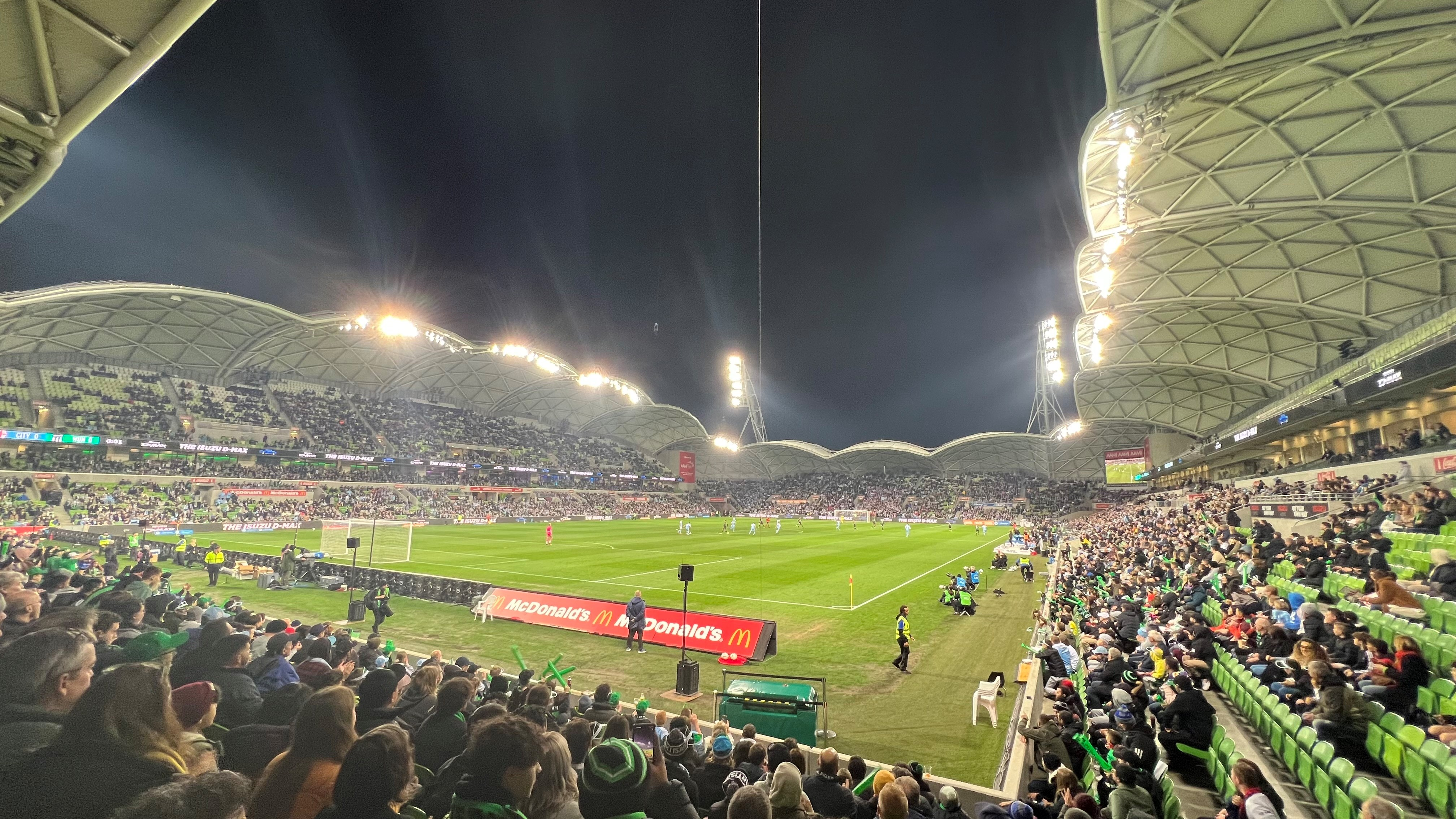
Final entre Melbourne City y Western United en el AAMI Park.

|  | Primera ronda | Primera ronda          | Primera ronda     |                 |   | Semifinales | Semifinales | Semifinales | Semifinales | Semifinales |  |   | Gran final     | Gran final | Gran final |  |
|  |               |                        |                   |                 |   |             |             |             |             |             |  |   |                |            |            |  |
|  |               |                        |                   |                 |   |             |             |             |             |             |  |   |                |            |            |  |
|  |               |                        |                   |                 |   |             |             |             |             |             |  |   |                |            |            |  |
|  |               |                        |                   |                 |   |             |             |             |             |             |  |   |                |            |            |  |
|  |               |                        |                   |                 |   |             |             |             |             |             |  |   |                |            |            |  |
|  |               | 1                      | Melbourne City    | 0               | 2 | 2           |             |             |             |             |  |   |                |            |            |  |
|  |               |                        |                   | 0               | 2 | 2           |             |             |             |             |  |   |                |            |            |  |
|  |               |                        | 4                 | Adelaide United | 0 | 1           | 1           |             |             |             |  |   |                |            |            |  |
|  | 4             | Adelaide United        | 4                 | Adelaide United | 0 | 1           | 1           | 3           |             |             |  |   |                |            |            |  |
|  | 4             | Adelaide United        |                   |                 |   |             |             |             |             |             |  |   |                |            |            |  |
|  | 5             | Central Coast Mariners | 1                 |                 |   |             |             |             |             |             |  |   |                |            |            |  |
|  | 5             | Central Coast Mariners | 1                 |                 |   |             |             |             |             |             |  | 1 | Melbourne City | 0          |            |  |
|  |               |                        |                   |                 |   |             |             |             |             |             |  | 1 | Melbourne City | 0          |            |  |
|  |               |                        | 3                 | Western United  | 2 |             |             |             |             |             |  |   |                |            |            |  |
|  |               |                        | 3                 | Western United  | 2 |             |             |             |             |             |  |   |                |            |            |  |
|  |               |                        |                   |                 |   |             |             |             |             |             |  |   |                |            |            |  |
|  |               |                        |                   |                 |   |             |             |             |             |             |  |   |                |            |            |  |
|  |               | 2                      | Melbourne Victory | 1               | 1 | 2           |             |             |             |             |  |   |                |            |            |  |
|  |               |                        |                   | 1               | 1 | 2           |             |             |             |             |  |   |                |            |            |  |
|  |               |                        | 3                 | Western United  | 0 | 4           | 4           |             |             |             |  |   |                |            |            |  |
|  | 3             | Western United         | 3                 | Western United  | 0 | 4           | 4           | 1           |             |             |  |   |                |            |            |  |
|  | 3             | Western United         |                   |                 |   |             |             |             |             |             |  |   |                |            |            |  |
|  | 6             | Wellington Phoenix     | 0                 |                 |   |             |             |             |             |             |  |   |                |            |            |  |
|  | 6             | Wellington Phoenix     | 0                 |                 |   |             |             |             |             |             |  |   |                |            |            |  |
|  |               |                        |                   |                 |   |             |             |             |             |             |  |   |                |            |            |  |

### Primera ronda
- Los horarios corresponden al huso horario de Australia.

| 14 de mayo de 2022                          | Western United | 1 – 0   | Wellington Phoenix | AAMI Park, Melbourne                                |                                                     |
| 19:45 (UTC+10)                              | Prijović 10'   | Reporte |                    | Asistencia: 3376 espectadores Árbitro(s): Alex King | Asistencia: 3376 espectadores Árbitro(s): Alex King |
| El Western United avanzó a las Semifinales. |                |         |                    |                                                     |                                                     |

| 15 de mayo de 2022                           | Adelaide United                            | 3 – 1   | Central Coast Mariners | Coopers Stadium, Adelaida                                |                                                          |
| 15:35 (UTC+9:30)                             | - Goodwin 26' - Yengi 67' - Oliveira 90+2' | Reporte | Roux 71'               | Asistencia: 10 113 espectadores Árbitro(s): Daniel Elder | Asistencia: 10 113 espectadores Árbitro(s): Daniel Elder |
| El Adelaide United avanzó a las Semifinales. |                                            |         |                        |                                                          |                                                          |

### Semifinales
- El horario corresponde al huso horario de Australia (UTC+10).

| Ida; 17 de mayo de 2022 | Western United | 0 – 1   | Melbourne Victory | AAMI Park, Melbourne                                      |                                                           |
| 19:05                   |                | Reporte | Brimmer 74'       | Asistencia: 7295 espectadores Árbitro(s): Alireza Faghani | Asistencia: 7295 espectadores Árbitro(s): Alireza Faghani |

| Vuelta; 21 de mayo de 2022           | Melbourne Victory | 1 – 4 (Global 2 – 4) | Western United                                       | AAMI Park, Melbourne                                  |                                                       |
| 17:15                                | Brimmer 37'       | Reporte              | - Prijović 18', 49' - Wales 78' - Wenzel-Halls 90+9' | Asistencia: 15 349 espectadores Árbitro(s): Alex King | Asistencia: 15 349 espectadores Árbitro(s): Alex King |
| El Western United avanzó a la Final. |                   |                      |                                                      |                                                       |                                                       |

| Ida; 18 de mayo de 2022 | Adelaide United | 0 – 0   | Melbourne City | Coopers Stadium, Adelaida                             |                                                       |
| 19:05                   |                 | Reporte |                | Asistencia: 9279 espectadores Árbitro(s): Chris Beath | Asistencia: 9279 espectadores Árbitro(s): Chris Beath |

| Vuelta; 22 de mayo de 2022           | Melbourne City             | 2 – 1 (t. s.)(Global 2 – 1) | Adelaide United | AAMI Park, Melbourne                                      |                                                           |
| 14:05                                | - Tilio 74' - Maclaren 92' | Reporte                     | Clough 48'      | Asistencia: 9347 espectadores Árbitro(s): Alireza Faghani | Asistencia: 9347 espectadores Árbitro(s): Alireza Faghani |
| El Melbourne City avanzó a la Final. |                            |                             |                 |                                                           |                                                           |

### Gran final
- El horario corresponde al huso horario de Australia (UTC+10).

| 28 de mayo de 2022                                       | Melbourne City | 0 – 2   | Western United                  | AAMI Park, Melbourne                                    |                                                         |
| 19:45                                                    |                | Reporte | - Reis 2' (a.g.) - Prijović 30' | Asistencia: 22 495 espectadores Árbitro(s): Chris Beath | Asistencia: 22 495 espectadores Árbitro(s): Chris Beath |
| El Western United logró su primer título de la A-League. |                |         |                                 |                                                         |                                                         |

|  |  |

| POR              | 1  | Tom Glover        |  |     |
| DEF              | 4  | Nuno Reis         |  |     |
| DEF              | 5  | Rostyn Griffiths  |  | 66' |
| DEF              | 22 | Curtis Good       |  |     |
| DEF              | 6  | Carl Jenkinson    |  | 46' |
| DEF              | 3  | Scott Jamieson    |  |     |
| MED              | 15 | Andrew Nabbout    |  |     |
| MED              | 10 | Florin Berenguer  |  |     |
| MED              | 18 | Connor Metcalfe   |  | 78' |
| MED              | 7  | Mathew Leckie     |  |     |
| DEL              | 9  | Jamie Maclaren    |  |     |
| Cambios:         |    |                   |  |     |
| POR              | 33 | Matt Sutton       |  |     |
| DEF              | 2  | Scott Galloway    |  | 46' |
| DEF              | 38 | Jordan Bos        |  |     |
| MED              | 14 | Tsubasa Endoh     |  |     |
| MED              | 16 | Taras Gomulka     |  | 78' |
| DEL              | 17 | Stefan Colakovski |  |     |
| DEL              | 23 | Marco Tilio       |  | 66' |
| Entrenador:      |    |                   |  |     |
| Patrick Kisnorbo |    |                   |  |     |

| POR         | 1  | Jamie Young         |     |     |
| DEF         | 19 | Josh Risdon         |     |     |
| DEF         | 6  | Tomoki Imai         |     |     |
| DEF         | 4  | Léo Lacroix         |     |     |
| DEF         | 17 | Ben Garuccio        |     |     |
| MED         | 88 | Neil Kilkenny       |     |     |
| MED         | 10 | Steven Lustica      |     | 63' |
| MED         | 8  | Lachlan Wales       | 84' | 89' |
| MED         | 9  | Dylan Wenzel-Halls  | 65' | 89' |
| DEL         | 11 | Connor Pain         |     | 82' |
| DEL         | 99 | Aleksandar Prijović |     |     |
| Cambios:    |    |                     |     |     |
| POR         | 37 | Ryan Scott          |     |     |
| DEF         | 5  | Dylan Pierias       |     | 89' |
| DEF         | 33 | Ben Collins         |     |     |
| MED         | 26 | Nicolas Milanovic   |     |     |
| MED         | 27 | Jerry Skotadis      |     | 63' |
| MED         | 31 | Adisu Bayew         |     | 82' |
| DEL         | 42 | Rhys Bozinovski     |     | 89' |
| Entrenador: |    |                     |     |     |
| John Aloisi |    |                     |     |     |

| Medalla Joe Marston: Aleksandar Prijović (Western United) Árbitros asistentes: Anton Shchetinin Ashley Beecham Árbitro asistente de video: Kris Griffiths-Jones | Reglas de partido - 90 minutos. - 30 minutos de tiempo extra si es necesario. - Tanda de penales si el resultado sigue igualado. - Máximo de cinco sustituciones y una adicional si se juega la prórroga.. |

| A-League Campeón 2022      |
| -------------------------- |
| Bandera de Australia       |
| Western United 1.er título |

## Máximos goleadores
| Pos. | Jugador             | Equipo                 | Goles |
| ---- | ------------------- | ---------------------- | ----- |
| 1    | Jamie Maclaren      | Melbourne City         | 16    |
| 2    | Beka Mikeltadze     | Newcastle United Jets  | 13    |
| 2    | Aleksandar Prijović | Western United         | 13    |
| 4    | Jason Cummings      | Central Coast Mariners | 10    |
| 4    | Nicholas D'Agostino | Melbourne Victory      | 10    |
| 4    | Craig Goodwin       | Adelaide United        | 10    |